# Lichelle Marie
Lichelle Marie (Prairie Grove, Arkansas; 24 de noviembre de 1981) es el nombre artístico de Sherold Boyle, una actriz pornográfica estadounidense.

## Biografía
Inició su carrera como modelo de glamour en 2000 y debutó como actriz porno en 2001 a los 20 años. Ahora es una modelo experimentada en la industria. Ha trabajado en distintos sitios web y revistas para adultos. Principalmente aparece en películas categoría MILF y Big boobs.